# Серафим (Калогеропулос)
Митрополит Серафим (греч. Μητροπολίτης Σεραφείμ, в миру Христос Калогеропулос, греч. Χρῆστος Καλογερόπουλος; 2 декабря 1945, Кардица, Фессалия, Греция — 16 апреля 2016, Афины, Греция) — епископ Элладской православной церкви, епископ Рендинский (с 2009 года).

## Биография
Окончил богословский и юридический факультеты Афинского университета. Проходил военную службу как офицер пехоты.
Работал учителем в средних школах города и региона Кардицы и в Германии (Нюрнберг, Аугсбург и Мюнхен).
Принял монашеский постриг в Метеорском монастыре святого Варлаама. Был рукоположен во иеродиакона и иеромонаха митрополитом Стагонским и Метеорским Серафимом и служил в качестве проповедника и духовника.
В течение восьми лет служил в качестве секретаря различных комитетов Священного Синода Элладской Православной Церкви. Участвовал во многих богословских конференциях. Во время своего пребывания в Германии еженедельно выступал с проповедями на радиостанции в Мюнхене.
1 мая 2009 года был назначен протосинкеллом (канцлером) Фессалиотидской и Фанариоферсальской митрополии. 14 октября 2009 года по предложению митрополита Фессалиотидского Кирилла был избран викарным архиереем Фессалиотидской митрополии с титулом епископа Рендинского.
24 октября 2009 года был хиротонисан во епископа Рендинского в соборе Св. Константина и Елены в Кардице.